# Christopher Wollter
Claes Brian Christopher Wollter (født 5. februar 1972) er en svensk skuespiller og sanger. Han har for eksempel optrådt i tv-serier som Kommissæren og havet, Maria Wern, Greyzone og Quicksand - størst af alt.
Wollter studerede på Högskolan för scen och musik vid Göteborgs universitet og dimitterede i 1997.

## Privatliv
Wollter er gift med skuespillerinden Julia Dufvenius og sammen har de to børn.
Hans grandonkel er skuespilleren Sven Wollter (1934-2020).

## Udvalgt filmografi
- Suxxess (2002)
- När mörkret faller (2006)
- Göta kanal 2: Kanalkampen (2006)
- Kommissæren og havet (tv-serie, 2007)
- Häxdansen (tv-serie, 2008)
- Gerningstedet (tv-serie, 2011)
- Irene Huss (tv-serie, 2011)
- Livstid (2012)
- Gensynet (2013)
- Maria Wern (tv-serie, 2016)
- Modus (tv-serie, 2017)
- Greyzone (tv-serie, 2018)
- Quicksand - størst af alt (tv-serie, 2019)
- Honour (tv-serie, 2019-2022)
- Dating for voksne (tv-serie, 2020)
- Lykkebugten (tv-serie, 2020-2022)
- Dancing Queens (2021)
- Natrytterne (tv-serie, 2022)
- Midsommernat (tv-serie, 2024)